# أندرو دوغلاس
أندرو دوغلاس (بالإنجليزية: Andrew Douglas)‏ هو قاضي ومحامي وسياسي أمريكي، ولد في 1932 في توليدو في الولايات المتحدة. حزبياً، نشط في الحزب الجمهوري.